# 教育改革
教育改革（きょういくかいかく、英: education reform, educational reform）は、教育の制度・内容・方法などを大きく改変すること。教育問題のうち、制度（教育制度・学校制度）に由来するものを解決することを目指して提唱・議論・実施される。

## 欧米

### イギリス
イギリスでは、直近では、サッチャー保守党政権、ブレア労働党政権の際に教育改革が行われた。
ブレア政権の際に英国は教育への支出を増やした。その結果、全国統一試験制度 （General Certificate of Secoundary Education、GCSE）の結果はよくなり、また、18歳人口のなかで中等教育を受ける者の割合も増加した。ただし、ペーパーテストの結果は改善しても、実際の学力はそれほど向上していない（目標達成のために、学校が簡易な科目を選択させるなど）との批判がある。また、欧州全体でみると、イギリスの18歳人口のなかで高等教育（大学教育）を受ける者の割合は依然低い状態となっている。

## 日本

### 第二次世界大戦前の教育改革
1872年（明治5年）に学制が公布され、1890年（明治23年）には教育勅語が発布された。これらを通じて、明治時代に日本の近代的な学校制度が確立した。
大正時代には、日本にも欧米の新教育運動や進歩主義教育運動と大正デモクラシーの影響から、自由教育運動がおこった。

### 第二次世界大戦後の教育改革
第二次世界大戦終了後、日本ではアメリカ（GHQ）の指令に従い、学制改革が行われた。この改革では、封建制の残滓を改め、民主主義にふさわしい学校制度にすることが目指され、教育課程では複線型教育を単線型教育に、同時に教育内容や教育方法では系統学習を問題解決学習へと改めた。
この学制改革に対して、歴代の自民党保守政権はたびたび改革の提案を行ってきた。最も古典的な教育改革論議は教育基本法の改訂であろう。歴代の自民党保守政権には、教育基本法は、個人を尊重する反面、過度な個人主義を助長し、日本の伝統をないがしろにし、日本人の愛国心を骨抜きにしたとの考えがあった。しかし、教育労働運動の強い時代では教育改革を政策課題にすることは困難だった。
教育改革を政治議題に乗せたのは中曽根内閣であった。中曽根内閣は1984年（昭和59年）に臨時教育審議会を設置。香山健一に学習塾の公認を唱えさせたり、斉藤斗志二に5・4制を唱えさせたりするなど、聖域のない教育改革を目指した。しかし、文部官僚の動きが鈍く、中曽根内閣が考えたほどの目にみえる教育改革は実現しなかった。2001年（平成13年）1月6日、中央省庁再編により、それまでの文部省と科学技術庁を廃止、これらを統合した文部科学省が設置される。なお、教育基本法の改正が実現したのは2006年（平成18年）の第1次安倍内閣においてであった。
現在では教育特区と呼ばれる地域発信の教育改革が進められている。東京都品川区による、4・3・2制の小中一貫校の試みや、学区制度の撤廃は画期的とされている。